# Гилмор, Джаред
Джа́ред Скотт Ги́лмор (англ. Jared Scott Gilmore, род. 30 мая 2000, Сан-Диего, Калифорния) — американский актёр кино и телевидения, сыгравший в таких телесериалах как «Безумцы» и «Однажды в сказке».

## Биография
Джаред не единственный ребёнок в семье, у него есть сестра-близнец по имени Тейлор. Благодаря ей он попал на телевидение. Родители решили найти агента для Тейлор и взяли с собой в поездку Джареда. Когда они встретились с агентами, оказалось, что те заинтересовались не только Тейлор, но и Джаредом. Вскоре последовали его прослушивания.
В отличие от своей сестры, вскоре покинувшей этот бизнес, он продолжил работать в этом направлении. В первое время Джаред рекламировал футболки. Это и привело его к работе на телевидении.

## Фильмография
| Год       |   | Русское название              | Оригинальное название        | Роль                |
| --------- | - | ----------------------------- | ---------------------------- | ------------------- |
| 2008      | с | Без следа                     | Without a Trace              | Мэттью              |
| 2008      | с | В последний миг               | Eleventh Hour                | Оуэн                |
| 2008—2009 | с | Ток-шоу со Спайком Ферестеном | Talkshow with Spike Feresten | Билл О’Рейли        |
| 2009      | с | Соседи по комнате             | Roommates                    | Грэхэм              |
| 2009      | ф | День наоборот                 | Opposite Day                 | ребёнок             |
| 2009—2010 | с | Безумцы                       | Mad Men                      | Бобби Дрейпер       |
| 2010      | ф | Накануне вечером              | Overnight                    | Кайл                |
| 2010      | ф | План Б                        | The Back-up Plan             | ребёнок Моны, 6 лет |
| 2010      | с | Хоторн                        | Hawthorne                    | Джастин Адамс       |
| 2010      | ф | Нянька на Рождество           | A Nanny for Christmas        | Джонас Райлэнд      |
| 2010      | с | Мужчины среднего возраста     | Men of a Certain Age         | Кеннет              |
| 2010      | с | Уилфред                       | Wilfred                      | Райан (в детстве)   |
| 2011—2018 | с | Однажды в сказке              | Once Upon a Time             | Генри Миллс         |